# Amorphophallus glossophyllus
Amorphophallus glossophyllus är en kallaväxtart som beskrevs av Wilbert Leonard Anna Hetterscheid. Amorphophallus glossophyllus ingår i släktet Amorphophallus och familjen kallaväxter. Inga underarter finns listade.